# Constantí VI el Cec
Constantí VI (en grec: Κωνσταντῖνος Ϛ΄, Kōnstantinos VI), de vegades dit el Cec, fou emperador romà d'Orient del 780 al 797, els primers deu anys sota la regència de la seva mare. El seu segon matrimoni i la derrota contra els búlgars i posterior persecució de Cardam, el líder dels búlgars, van causar la seva deposició, després de la qual l'emperadriu Irene li va succeir.

## Ascens al tron
Era el fill únic de l'emperador Lleó IV el Khàzar i de la seva esposa Irene. Va néixer el 771 i pocs mesos després, el 776, el seu pare li va voler assegurar la successió coronant-lo coemperador. Quan Lleó IV va morir ell només tenia nou anys i el va succeir sota regència de la seva mare el 780 i l'assessorament del ministre Estauraci.

## Govern sota regència
Vers el començament del regnat, l'any 782 fou promès a Rotruda, la filla de Carlemany, però el conflicte sobre els dominis romans d'Orient a Itàlia va impedir portar a terme aquest enllaç, que es va trencar el 788.
El 781 es va revoltar Elpidi governador de Sicília, no és clar si per proclamar-se a ell mateix o a un dels quatre oncles paterns de l'emperador. Fou derrotat pel general Teodor, un eunuc i el 782 Elpidi va fugir cap als dominis àrabs d'Àfrica, on fou tractat fins a la mort com un emperador.
A l'Armènia romana els àrabs van atacar, però foren derrotats el 781 per l'eunuc Joan i es va ordenar evacuar aquest territori cap a Síria. El 782 un exèrcit àrab dividit en tres cossos, va penetrar en territori romà i va arribar fins al Bòsfor obligant Irene a comprometre's a pagar un tribut anyal de seixanta mil peces d'or. Al cap de pocs anys es van reprendre els combats que van durar fins al final del regnat de Constantí.
Aquell any l'imperi va perdre la meitat d'una flota en aigües del golf d'Atalea, però a terra va obtenir diverses victòries. També fou victoriós en guerres contra els eslaus a Grècia, ampliant cap al nord el territori del tema de Macedònia, gràcies a la intervenció del general Estauraci el 784.
El 787 Constantí va signar els decrets del Segon Concili de Nicea, tot i que sembla que sentia simpatia pels iconoclastes.
Constantí, trencat el compromís amb Rotruda, es va casar el 788 amb la dama armènia Maria, que va escollir en un ball de candidates organitzat per l'emperadriu.

## Majoria d'edat
El 790 fou declarat major d'edat amb 16 anys, per tant assumia el govern en solitari, tot i que la seva mare conservava el títol d'emperadriu.
Encara que va assolir l'administració, la seva mare Irene exercia una forta influència sobre alguns buròcrates. Cansat de sa mare, Constantí va intrigar contra ella i va preparar un complot per exiliar-la que fou avortat. Els implicats, van ser detinguts per ordre d'Irene, i va castigar personalment al seu fill com si fos un noiet. Ultratjat, Constantí va utilitzar la seva guàrdia armènia, va agafar sa mare i la va confinar en un palau on fou tractada correctament però sense poder sortir.
L'any 792 Constantí es va posar al capdavant de l'exèrcit romà i es va enfrontar amb els búlgars que estaven saquejant Tràcia; els va provocar algunes derrotes menors però en la batalla decisiva a Marcellae fou derrotat i es va escapar amb dificultats cap a Constantinoble, perseguit per Cardam de Bulgària.
Allà es va assabentar d'una conspiració contra la seva vida planejada pels seus quatre oncles i encapçalada per l'oncle Nicèfor amb suport de la guàrdia armènia. Enèrgicament va fer detenir als conspiradors, va desarmar els armenis (el comandant dels quals, Aleix Mosele, va fer cegar), va fer tallar la llengua als altres conspiradors, i els va tancar a tots en monestirs i van quedar incapacitats per regnar; tots van morir en l'oblit, lluny de la capital. Un exèrcit d'armenis va voler venjar la mort dels implicats en la conspiració i es van revoltar, però pel maig del 793 ja estaven derrotats.
El 791, tres anys després del seu matrimoni amb Maria, la va repudiar perquè no li havia donat un fill mascle i es va voler casar amb la seva concubina Teòdota. Això va escandalitzar els membres de l'Església, que ho van interpretar com una legalització de l'adulteri. El patriarca Tarasi es va negar a oficiar el casament però no va gosar de fer cap comentari criticant-lo. En canvi, Plató de Sakkoudion, un monjo molt respectat que era oncle de Teòdota, es va enfrontar a Constantí i a Tarasi per la seva passivitat; en conseqüència fou empresonat i els que el secundaven exiliats a Tessalònica. Finalment Tarasi els va casar a Santa Sofia.

## Mort i successió
Constantí era tremendament impopular a causa del l'escàndol del seu segon matrimoni, juntament amb la vergonyosa derrota amb els búlgars. El 797 Constantí va fer una expedició contra els àrabs i la seva mare Irene va aprofitar per organitzar una conspiració amb el suport de membres de l'Església i altres que el tenien per un emperador incompetent. Quan Constantí va tornar fou assaltat de sobte per uns assassins a sou mentre anava a l'hipòdrom a veure les curses. Però va poder escapar de la ciutat i es va dirigir a Frígia on se li van unir els seus partidaris i la seva dona.
Confiat en les promeses d'Irene, va tornar a Constantinoble, però fou sorprès a palau per una altra banda d'assassins a sou d'Irene i del general Estauraci. Fou cegat però l'operació es va fer tant salvatgement que va morir el mateix dia (Joan Zonaràs i Jordi Cedrè diuen que va viure algun temps). Fou enterrat al monestir de Santa Eufrosina, que Irene havia fundat.
El seu fill, Lleó, havia mort prèviament i Irene va assolir el govern.

## Descendència
Amb la primera esposa Maria, va tenir:
- Irene, nascuda el 789, que es va fer monja.
- Eufrosina, nascuda el 790, que es va casar amb l'emperador Miquel el Tartamut, d'una altra dinastia.

Amb la segona esposa Teodata va tenir dos fills, els quals van morir joves:
- Lleó, nascut el 7 d'octubre del 796 i mort l'1 de maig del 797.
- Un fill pòstum, nascut el 797 o 798, que va morir entre el 802 i el 808.